# Philorus kibunensis
Philorus kibunensis är en tvåvingeart som beskrevs av Kitakami 1931. Philorus kibunensis ingår i släktet Philorus och familjen Blephariceridae. Inga underarter finns listade i Catalogue of Life.